# Eisdiele

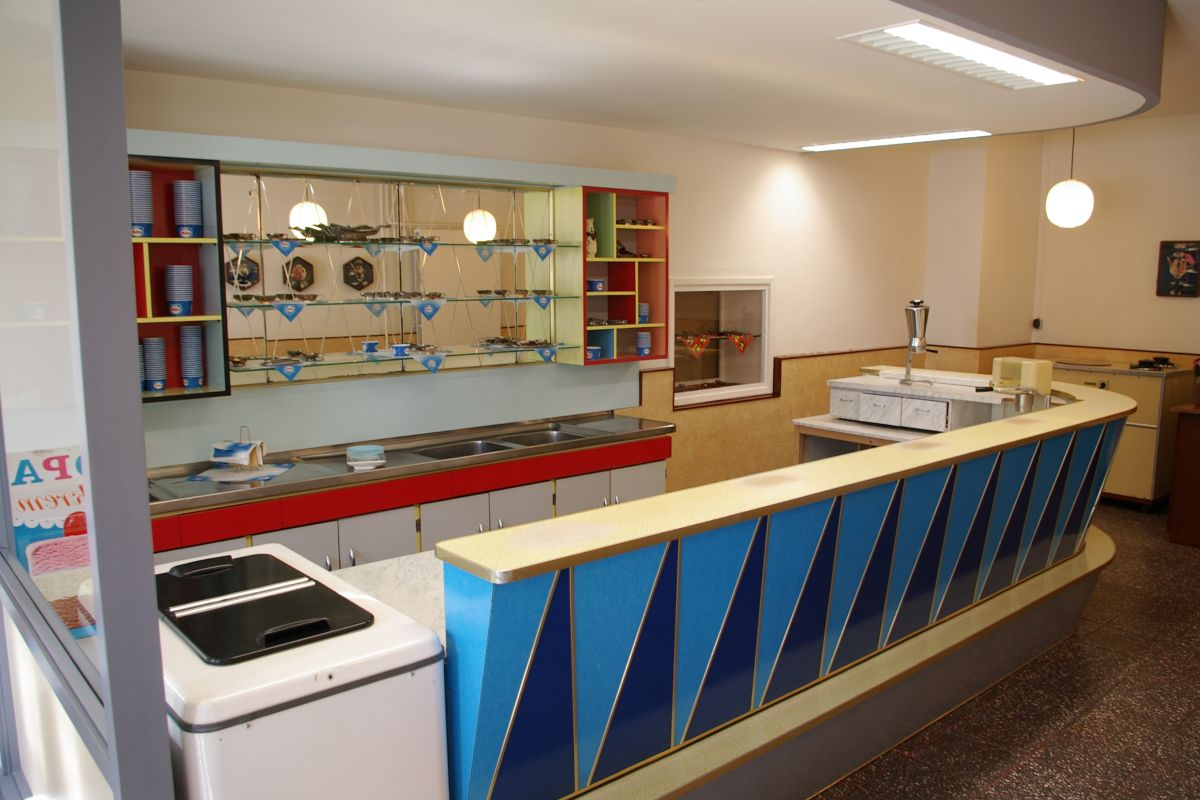
Nachbau der ersten Eisdiele von Schleswig-Holstein

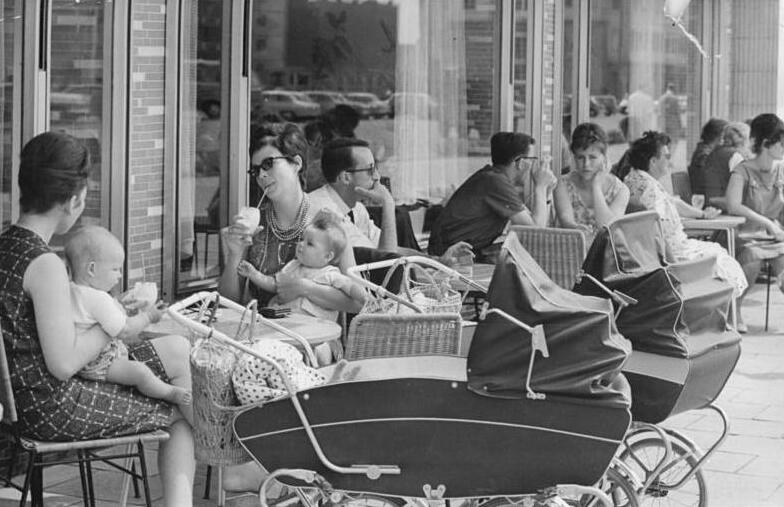
Eisdiele in Berlin, Karl-Marx-Allee (Sommer 1964)

Eine Eisdiele oder ein Eiscafé, in Österreich Eissalon, ist ein Gastronomiebetrieb, in dem vorwiegend Speiseeis serviert wird. In der Schweiz – auch in der Deutschschweiz – herrscht die italienische Bezeichnung Gelateria vor. Neben Eis in Waffeln (in der Schweiz Cornet) und Bechern erhält man in Eisdielen auch Milchshakes, Kaffee aller Art und andere Getränke.

## Geschichte
Die erste Eisdiele soll 1668 der Sizilianer Francesco Procopio de Coltelli, ein ehemaliger Koch des Sonnenkönigs Ludwig XIV. in Paris eröffnet haben. Die erste Eisdiele in Deutschland wurde vermutlich 1799 in Hamburg im Alsterpavillon eröffnet. Das erste Eiscafé in Berlin – das Eiscafé Monheim – eröffnete 1928; es befindet sich bis heute an derselben Stelle in der Blissestraße.
In Deutschland existieren mehr als 5500 Eisdielen, von denen etwa 3000 von italienischen Gelatieri geführt werden, von denen wiederum drei Viertel aus dem Val di Zoldo in der Provinz Belluno in den Dolomiten stammen. Dies liegt hauptsächlich an der um 1850 herrschenden Armut der dortigen Bevölkerung, die sich daraufhin auf die Speiseeisproduktion spezialisierte.  
Viele gingen nach Österreich und in der Weimarer Zeit auch nach Deutschland, wo ab den späten 1920er-Jahren die Eisdiele zum Bestandteil der gastronomischen Stadtkultur wurde. Zahlreiche italienische Eisdielen schließen in den Wintermonaten oder werden anderweitig genutzt, weil die Inhaber diese umsatzschwache Zeit in Italien verbringen. Laut Statistik des Verbandes der italienischen Speiseeishersteller Uniteis produzieren 3300 Eisdielen in Deutschland ihr Eis selbst.

## Wortherkunft
Als die ersten italienischen Gastarbeiter in den 1960er Jahren begannen, Eis zu verkaufen, geschah dies oft erst einmal im kleinen Rahmen. Das Eis wurde aus einer Erdgeschosswohnung durch ein Fenster verkauft. Damit die Kinder leichter an das Fenster kamen, wurden Dielen davor angebracht.